# Saue (Saku)
Saue est un village de la commune de Saku du comté de Harju en Estonie.
Au 31 décembre 2011, il compte 114 habitants.
De 1976 à 2014 le village est appelé Kanama.